# Atlas offshore
Atlas Offshore est un câble sous-marin de télécommunications en fibres optiques reliant la ville d'Assilah au nord du Maroc sur l'Atlantique à celle de Marseille, en France. Il appartient à Maroc Telecom et a été posé par Alcatel-Lucent. Il est utilisé pour les communications téléphoniques et pour Internet. Il a une longueur de 1 600 km et une capacité maximale de 320 Gbit/s